# Oxyde de mésityle
L'oxyde de mésityle est un composé organique de formule semi-développée CH3C(O)CH=C(CH3)2. Cette cétone α,β-insaturée est un composé liquide incolore volatile avec une forte odeur d'urine de chat.

## Synthèse
L'oxyde de mésityle est préparé par une crotonisation de l'acétone pour obtenir le 4-hydroxy-4-méthylpentan-2-one (diacétone alcool) qui, facilement déshydraté, fournit le produit

## Usage
La majeure partie de l'oxyde de mésityle produit industriellement est transformé en méthylisobutylcétone par hydrogénation :
Il sert également en tant que produit de départ pour la synthèse de terpènes et de parfums, ainsi qu'agent d'extraction de l'uranium et du thorium dans la flottation de minerais.